# 크립 (영화)
《크립》(영어: Creep)은 영국과 독일에서 제작된 2004년 공포 영화이다. 크리스토퍼 스미스가 각본과 연출을 맡았다. 크리스토퍼 스미스의 첫 장편 영화 연출작이며, 조 앤더슨의 극장 영화 데뷔작이기도 하다. 줄리 베인스 등이 제작에 참여하였다.

## 줄거리
파티에 가려고 채링크로스역에 들어간 케이트는 깜빡 잠이 든다. 역의 모든 문이 잠겨 버린 이후에야 케이트는 잠에서 깨어난다. 나갈 방법을 찾던 케이트는 지하철 철로에서 바로 이어지는 하수도 안에 은거하는 연쇄 살인마 크레이그에게 쫓기고, 그 과정에서 직장 동료, 하수 노동자, 노숙자, 야간 경비 등이 살해된다.
하룻밤 악몽이 끝난 뒤 거지꼴이 된 케이트는 주저앉아 사망한 노숙자의 개를 끌어안는다. 지하철 첫차를 타기 위해 역에 들어선 행인이 케이트를 노숙자로 착각하고 동전을 주는 순간 케이트는 살아남았음을 실감하고 안도한다.

## 출연진
- 프랑카 포텐테 - 케이트 역
- 배스 블랙우드 - 조지 역: 하수 노동자.
- 켄 캠벨 - 아서 역: 하수 노동자.
- 제러미 셰필드 - 가이 역: 케이트의 직장 동료.
- 폴 래트레이 - 지미 역: 스코틀랜드인 노숙자.
- 켈리 스콧 - 맨디 역: 스코틀랜드인 노숙자.
- 조 앤더슨 - 남성 모델 역
- 숀 해리스 - 크레이그 “크리프” 역
- 모건 존스 - 야간 경비 역
- 이언 덩컨
- 엘리자베스 매케크니

## 기타 제작진
- 라인 제작: 알렉산드라 퍼거슨
- 공동 제작: 마르틴 하게만, 배리 핸슨, 카이 퀴메만
- 배역: 에마 스타일
- 미술: 존 프랭키시
- 의상: 피비 더게이